# تیم ملی فوتبال زیر ۲۳ سال سنگاپور
تیم ملی فوتبال زیر ۲۳ سال سنگاپور (به انگلیسی: Singapore national under-23 football team) تیم فوتبال جوانان کشور سنگاپور است و زیر نظر فدراسیون فوتبال سنگاپور فعالیت می‌کند. این تیم نمایندهٔ سنگاپور در بازی‌های المپیک و بازی‌های آسیایی است.